# Кольонія-Яновська
Кольонія-Яновська (пол. Kolonia Janowska) — село в Польщі, у гміні Пиздри Вжесінського повіту Великопольського воєводства.
У 1975-1998 роках село належало до Конінського воєводства.